# Cristian Paulucci
Cristian Oscar Paulucci (Noetinger, 20 gennaio 1973) è un allenatore di calcio, dirigente sportivo ed ex calciatore argentino, di ruolo centrocampista, tecnico dell'Universidad Católica.

## Statistiche da allenatore
Statistiche aggiornate al 4 dicembre 2021. In grassetto le competizioni vinte.
| Stagione                    | Squadra                     | Campionato                  | Campionato | Campionato | Campionato | Campionato | Coppe nazionali | Coppe nazionali | Coppe nazionali | Coppe nazionali | Coppe nazionali | Coppe continentali | Coppe continentali | Coppe continentali | Coppe continentali | Coppe continentali | Altre coppe | Altre coppe | Altre coppe | Altre coppe | Altre coppe | Totale | Totale | Totale | Totale | % Vittorie | Piazz. |
| Stagione                    | Squadra                     | Comp                        | G          | V          | N          | P          | Comp            | G               | V               | N               | P               | Comp               | G                  | V                  | N                  | P                  | Comp        | G           | V           | N           | P           | G      | V      | N      | P      | % Vittorie | Piazz. |
| --------------------------- | --------------------------- | --------------------------- | ---------- | ---------- | ---------- | ---------- | --------------- | --------------- | --------------- | --------------- | --------------- | ------------------ | ------------------ | ------------------ | ------------------ | ------------------ | ----------- | ----------- | ----------- | ----------- | ----------- | ------ | ------ | ------ | ------ | ---------- | ------ |
| 2021                        | Universidad Católica        | PD                          | 14         | 13         | 0          | 1          | -               | -               | -               | -               | -               | -                  | -                  | -                  | -                  | -                  | SC          | 1           | -           | 1           | -           | 15     | 13     | 1      | 1      | 86,67      | 1º     |
| 2022                        | Universidad Católica        | PD                          | -          | -          | -          | -          | -               | -               | -               | -               | -               | -                  | -                  | -                  | -                  | -                  | SC          | -           | -           | -           | -           | -      | -      | -      | -      | -          | -      |
| Totale Universidad Católica | Totale Universidad Católica | Totale Universidad Católica | 14         | 13         | 0          | 1          |                 | -               | -               | -               | -               |                    | -                  | -                  | -                  | -                  |             | 1           | 0           | 1           | 0           | 15     | 13     | 1      | 1      | 86,67      |        |
| Totale carriera             | Totale carriera             | Totale carriera             | 14         | 13         | 0          | 1          |                 | -               | -               | -               | -               |                    | -                  | -                  | -                  | -                  |             | 1           | 0           | 1           | 0           | 15     | 13     | 1      | 1      | 86,67      |        |

## Palmarès

### Allenatore
- Campionato cileno: 1

Universidad Católica: 2021
- Supercopa de Chile: 1

Univ. Catolica: 2021